# ژان-باتیست شارل بووه ده لوزیه

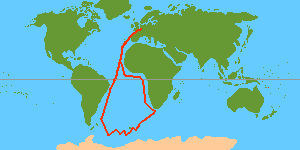
مسیر حرکت

ژان-باتیست شارل بووه ده لوزیه (فرانسوی: Jean-Baptiste Charles Bouvet de Lozier‎؛ ۱۴ ژانویه ۱۷۰۵ – ۱۷۸۶) یک دریانورد و سیاح اهل فرانسه بود.
وی در سال ۱۷۳۹ میلادی توانست جزیره‌ای در اقیانوس منجمد جنوبی کشف کند که به افتخار وی به جزیره بووه نام‌گذاری شد، بووه پس از مدتی به دلیل کاهش خدمه کشتی مجبور به بازگشت به سمت دماغه امیدنیک و پس از آن فرانسه شد.